# Lista siturilor arheologice din județul Satu Mare - P
Lista siturilor arheologice din județul Satu Mare - P conține toate siturile arheologice din județul Satu Mare înscrise în Repertoriul Arheologic Național (RAN) și aflate în localități al căror nume începe cu litera P. RAN este administrat de Ministerul Culturii și Patrimoniului Național și cuprinde date științifice, cartografice, topografice, imagini și planuri, precum și orice alte informații privitoare la zonele cu potențial arheologic, studiate sau nu, încă existente sau dispărute.
Puteți căuta un sit din localitățile care încep cu litera P folosind formularul de mai jos sau puteți naviga prin toate siturile din județ la Lista siturilor arheologice din județul Satu Mare.
| Cod RAN                                   | Denumire | Localitate                      | Adresă             | Datare                | Descoperit | Coordonate                                    | Imagine           | Erori            |
| ----------------------------------------- | --- | ------------------------------- | ------------------ | --------------------- | ---------- | --------------------------------------------- | ----------------- | ---------------- |
| 138583.01.01 (Cod LMI: SM-I-s-B-05191)    | Situl arheologic de la Pișcolt - "Lutărie" / ansamblu anonim (Categorie: locuire civilă) (Tip: Așezare)                          | sat Pișcolt, comuna Pișcolt     | Lutărie            | Pișcolt - II          | 1970       | 47°34′28″N 22°16′16″E / 47.57444°N 22.27111°E | Încărcați imagine | Raportați eroare |
| 138583.01.02 (Cod LMI: SM-I-s-B-05191)    | Situl arheologic de la Pișcolt - "Lutărie" / ansamblu anonim (Categorie: locuire civilă) (Tip: Așezare)                          | sat Pișcolt, comuna Pișcolt     | Lutărie            | Celtică - C1          | 1970       | 47°34′28″N 22°16′16″E / 47.57444°N 22.27111°E | Încărcați imagine | Raportați eroare |
| 138583.01.03 (Cod LMI: SM-I-s-B-05191)    | Situl arheologic de la Pișcolt - "Lutărie" / ansamblu anonim (Categorie: locuire civilă) (Tip: Așezare)                          | sat Pișcolt, comuna Pișcolt     | Lutărie            | sarmatică sec. III-VI | 1970       | 47°34′28″N 22°16′16″E / 47.57444°N 22.27111°E | Încărcați imagine | Raportați eroare |
| 138583.01 (Cod LMI: SM-I-s-B-05191)       | Situl arheologic de la Pișcolt - "Lutărie" / ansamblu anonim (Categorie: locuire civilă)                                         | sat Pișcolt, comuna Pișcolt     | Lutărie            |                       | 1970       | 47°34′28″N 22°16′16″E / 47.57444°N 22.27111°E | Încărcați imagine | Raportați eroare |
| 138583.01.03 (Cod LMI: SM-I-s-B-05191)    | Situl arheologic de la Pișcolt - "Lutărie" / complex Complex 72 (Categorie: locuire civilă) (Tip: groapă provizii)               | sat Pișcolt, comuna Pișcolt     | Lutărie            |                       | 1970       | 47°34′28″N 22°16′16″E / 47.57444°N 22.27111°E | Încărcați imagine | Raportați eroare |
| 138583.01.03 (Cod LMI: SM-I-s-B-05191)    | Situl arheologic de la Pișcolt - "Lutărie" / complex Complex 74 (Categorie: locuire civilă) (Tip: groapă provizii)               | sat Pișcolt, comuna Pișcolt     | Lutărie            |                       | 1970       | 47°34′28″N 22°16′16″E / 47.57444°N 22.27111°E | Încărcați imagine | Raportați eroare |
| 138583.01.03 (Cod LMI: SM-I-s-B-05191)    | Situl arheologic de la Pișcolt - "Lutărie" / complex Complex 75 (Categorie: locuire civilă) (Tip: groapă provizii)               | sat Pișcolt, comuna Pișcolt     | Lutărie            |                       | 1970       | 47°34′28″N 22°16′16″E / 47.57444°N 22.27111°E | Încărcați imagine | Raportați eroare |
| 138583.01.03 (Cod LMI: SM-I-s-B-05191)    | Situl arheologic de la Pișcolt - "Lutărie" / complex Complex 76 (Categorie: locuire civilă) (Tip: groapă provizii)               | sat Pișcolt, comuna Pișcolt     | Lutărie            |                       | 1970       | 47°34′28″N 22°16′16″E / 47.57444°N 22.27111°E | Încărcați imagine | Raportați eroare |
| 138583.01.03 (Cod LMI: SM-I-s-B-05191)    | Situl arheologic de la Pișcolt - "Lutărie" / complex anonim (Categorie: locuire civilă) (Tip: groapă)                            | sat Pișcolt, comuna Pișcolt     | Lutărie            |                       | 1970       | 47°34′28″N 22°16′16″E / 47.57444°N 22.27111°E | Încărcați imagine | Raportați eroare |
| 138583.01.03 (Cod LMI: SM-I-s-B-05191)    | Situl arheologic de la Pișcolt - "Lutărie" / complex Complex 78 (Categorie: locuire civilă) (Tip: groapă provizii)               | sat Pișcolt, comuna Pișcolt     | Lutărie            |                       | 1970       | 47°34′28″N 22°16′16″E / 47.57444°N 22.27111°E | Încărcați imagine | Raportați eroare |
| 138583.01.03 (Cod LMI: SM-I-s-B-05191)    | Situl arheologic de la Pișcolt - "Lutărie" / complex Complex 79 (Categorie: locuire civilă) (Tip: neprecizat)                    | sat Pișcolt, comuna Pișcolt     | Lutărie            |                       | 1970       | 47°34′28″N 22°16′16″E / 47.57444°N 22.27111°E | Încărcați imagine | Raportați eroare |
| 138583.01.03 (Cod LMI: SM-I-s-B-05191)    | Situl arheologic de la Pișcolt - "Lutărie" / complex Complex 80 (Categorie: locuire civilă) (Tip: groapă provizii)               | sat Pișcolt, comuna Pișcolt     | Lutărie            |                       | 1970       | 47°34′28″N 22°16′16″E / 47.57444°N 22.27111°E | Încărcați imagine | Raportați eroare |
| 138547.01.01 (Cod LMI: SM-I-m-A-05189.01) | Situl arheologic din epoca bronzului de la Pir / ansamblu Cetatea de la Pir (Categorie: locuire) (Tip: Cetate de pământ)         | sat Pir, comuna Pir             |                    | Otomani               |            |                                               | Încărcați imagine | Raportați eroare |
| 138547.01.02 (Cod LMI: SM-I-m-A-05189.02) | Situl arheologic din epoca bronzului de la Pir / ansamblu anonim (Categorie: locuire) (Tip: Necropolă)                           | sat Pir, comuna Pir             |                    | Otomani               |            |                                               | Încărcați imagine | Raportați eroare |
| 138146.01.01 (Cod LMI: SM-I-s-B-05192)    | Așezarea din epoca bronzului de la Potău - "La Ciuncaș" / ansamblu anonim (Categorie: locuire civilă) (Tip: Așezare fortificată) | sat Potău, comuna Medieșu Aurit | La Ciuncaș         | Otomani               |            |                                               | Încărcați imagine | Raportați eroare |
| 137719.01.01                              | Situl arheologic de la Petea - "Vamă" / ansamblu anonim (Categorie: locuire civilă) (Tip: Așezare)                               | sat Petea, comuna Dorolț        | Vamă               | Suciu de Sus          |            |                                               | Încărcați imagine | Raportați eroare |
| 137719.01.01                              | Situl arheologic de la Petea - "Vamă" / complex anonim (Categorie: locuire civilă) (Tip: depozit)                                | sat Petea, comuna Dorolț        | Vamă               |                       |            |                                               | Încărcați imagine | Raportați eroare |
| 137719.01.02                              | Situl arheologic de la Petea - "Vamă" / ansamblu anonim (Categorie: locuire civilă) (Tip: Așezare)                               | sat Petea, comuna Dorolț        | Vamă               |                       |            |                                               | Încărcați imagine | Raportați eroare |
| 138583.02.01 (Cod LMI: SM-I-s-A-05190)    | Situl arheologic de la Pișcolt - "Nisipărie" / ansamblu anonim (Categorie: locuire civilă) (Tip: Așezare)                        | sat Pișcolt, comuna Pișcolt     | Nisipărie          | Baden                 |            |                                               | Încărcați imagine | Raportați eroare |
| 138583.02.02 (Cod LMI: SM-I-s-A-05190)    | Situl arheologic de la Pișcolt - "Nisipărie" / ansamblu Așezare celtică (Categorie: locuire civilă) (Tip: Așezare)               | sat Pișcolt, comuna Pișcolt     | Nisipărie          | sec. II - IV          |            |                                               | Încărcați imagine | Raportați eroare |
| 138583.02.03 (Cod LMI: SM-I-m-A-05190.02) | Situl arheologic de la Pișcolt - "Nisipărie" / ansamblu Necropolă celtică (Categorie: locuire civilă) (Tip: Necropolă)           | sat Pișcolt, comuna Pișcolt     | Nisipărie          | sec.IV-III a.Chr.     |            |                                               | Încărcați imagine | Raportați eroare |
| 138583.02.04 (Cod LMI: SM-I-s-A-05190)    | Situl arheologic de la Pișcolt - "Nisipărie" / ansamblu anonim (Categorie: locuire civilă) (Tip: Așezare)                        | sat Pișcolt, comuna Pișcolt     | Nisipărie          | sec. VI p. Chr.       |            |                                               | Încărcați imagine | Raportați eroare |
| 138583.02.05 (Cod LMI: SM-I-m-A-05190.01) | Situl arheologic de la Pișcolt - "Nisipărie" / ansamblu anonim (Categorie: locuire civilă) (Tip: Așezare)                        | sat Pișcolt, comuna Pișcolt     | Nisipărie          | sec. IV-III a.Chr     |            |                                               | Încărcați imagine | Raportați eroare |
| 138583.02.06 (Cod LMI: SM-I-s-A-05190)    | Situl arheologic de la Pișcolt - "Nisipărie" / ansamblu anonim (Categorie: locuire civilă) (Tip: Așezare)                        | sat Pișcolt, comuna Pișcolt     | Nisipărie          | Hajdubagos            |            |                                               | Încărcați imagine | Raportați eroare |
| 138547.02.01                              | Așezarea neolitică de la Pir- Complexul de porci / ansamblu anonim (Categorie: locuire civilă) (Tip: Așezare)                    | sat Pir, comuna Pir             | Complexul de porci |                       |            |                                               | Încărcați imagine | Raportați eroare |
| 138547.03.01                              | Așezarea eneolitică de la Pir- Vargansc / ansamblu anonim (Categorie: locuire civilă) (Tip: Așezare)                             | sat Pir, comuna Pir             | Vargansc           | Tiszapolgár           |            |                                               | Încărcați imagine | Raportați eroare |